# Kanamarí jezik
Kanamarí jezik (ISO 639-3: knm; canamarí, kanamaré), indijanski jezik porodice catuquinean, kojim govori oko 1 650 ljudi (2006 ISA) iz plemena Kanamarí s rijeka Juruá, Jutai i Itaquai u brazilskoj državi Amazonas.
Jedan od dijalekata je tshom-djapa (txunhuã-djapá, txunhuã dyapá) kojim govore pripadnici plemena Tsohom Djapás.

## Vanjske poveznice
- Ethnologue (14th)
- Ethnologue (15th)